# Lincoln City F.C.
Lincoln City F.C. je engleski nogometni klub iz grada Lincolna. On se trenuačno natječe u 5. engleskoj ligi ili National League. Klub igra na stadionu Sincil Bank koji ima kapacitet od 10.120 mjesta. Prošlu sezonu završili na 15. mjestu ligaške tablice. Lincoln City je osnovan 1884. godine.

## Rivalstva
Lincoln City F.C. je rival sa:
- Boston United
- Grimsby Town
- Scunthorpe United
- Hull City
- Peterborough United

LincolN City nije rival s Lincoln Unitedom, iako su iz istog grada. Tome pridonosi činjenica da City igra u višim ligama od Uniteda, ali ipak ova dva kluba igraju prijateljske oglede u predsezoni.

## Lincoln City L.F.C.
Lincoln City Ladies Football Club je ženski nogometni klub koji se natječe u Northern Championshipu. U sezoni 2007./08. bile su druge iza Nottingham Forest L.F.C.
 Ženski tim ima uspješne mlađe selekcije.

## Vanjske poveznice
- Lincoln City - službene stranice   Arhivirana inačica izvorne stranice od 8. travnja 2007. (Wayback Machine)
- Lincoln City L.F.C. - službene stranice